# Fritzing

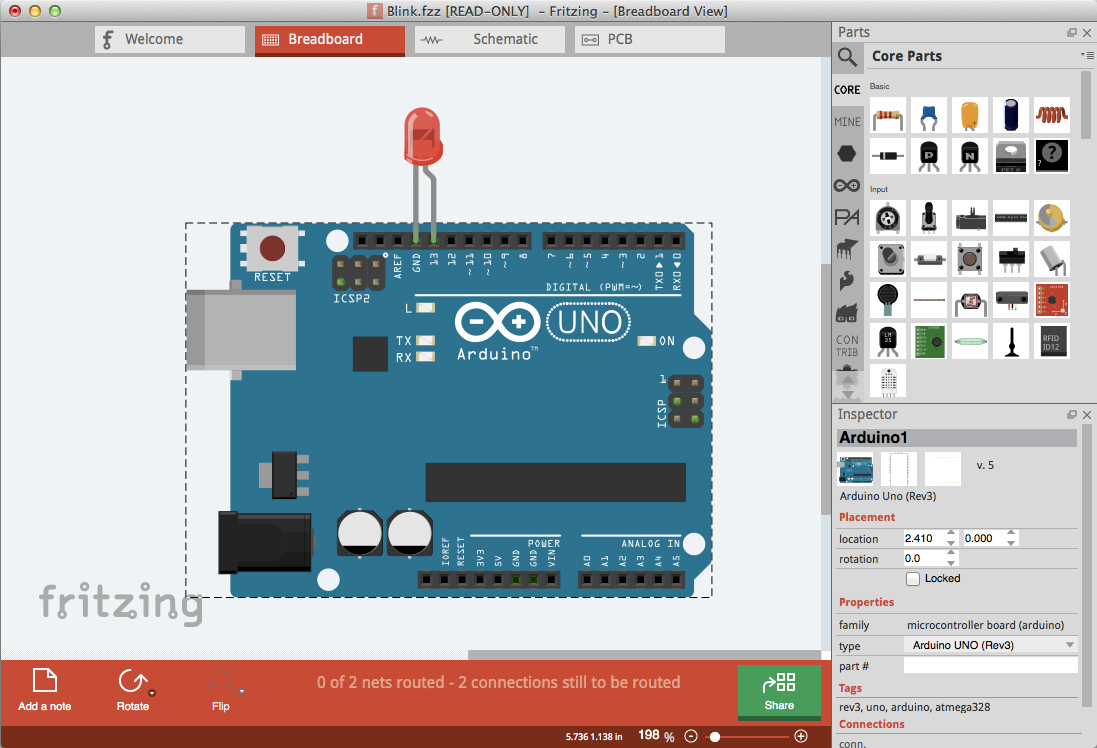
Інтерфейс програми

Fritzing — програмне забезпечення з відкритим кодом, орієнтоване на розробку схем та друкованих плат для Arduino. Розроблене в Університеті прикладних наук в Потсдамі (Німеччина).
Програмне забезпечення адаптоване до ОС Linux, Mac OS X, Windows. 